# Frédéric Blackburn
Pour les articles homonymes, voir Blackburn (homonymie).
Frédéric Blackburn, né le 21 décembre 1972 à Chicoutimi, est un patineur de vitesse sur piste courte canadien.

## Palmarès
- Médaillé d'argent en relais sur 5 000 m aux Jeux olympiques d'hiver de 1992 à Albertville
- Médaillé de bronze sur 1 000 m aux Jeux olympiques d'hiver de 1992 à Albertville